# ينس آدامز
ينس آدامز هو دراج بلجيكي، ولد في 5 يونيو 1992 في تورنهاوت في بلجيكا.

## وصلات خارجية
- ينس آدامز على موقع الاتحاد الدولي للدراجات (الإنجليزية)
- ينس آدامز على موقع أرشيف الدراجات (الإنجليزية)
- ينس آدامز على موقع إحصائيات الدراجات الإحترافية (الإنجليزية)
- ينس آدامز على موقع نسبة الدراجات (الإنجليزية)
- ينس آدامز على موقع MTB Data (الإنجليزية)